# Tony Mullane
Anthony John Mullane (né le 30 janvier 1859 à Cork en Irlande et mort le 25 avril 1944 à Chicago, Illinois aux États-Unis) est un lanceur de baseball qui joue de 1881 à 1884, puis de 1886 à 1894 pour des clubs de deux des ligues majeures, la Ligue nationale et l'Association américaine. Il joue 8 de ses 13 saisons pour le club des Reds de Cincinnati, aussi nommé Red Stockings à cette époque.
Tony Mullane est le premier lanceur ambidextre de l'histoire. Normalement lanceur droitier, il lança comme gaucher en trois occasions : en 1882, 1892 et 1893.
Gagnant de 284 matchs en 13 saisons, il est l'un des lanceurs ayant remporté le plus de victoires sans pourtant être élu au Temple de la renommée du baseball. 
Le 11 septembre 1882, il lance le premier match sans point ni coup sûr de l'Association américaine. Mullane détient aussi le record des majeures de 343 mauvais lancers en carrière.

## Carrière
Né en Irlande, Tony Mullane arrive aux États-Unis en 1864. Il joue pour 7 équipes des Ligues majeures de baseball, débutant le 27 août 1881 avec les Wolverines de Détroit de la Ligue nationale. Dans les années qui suivent, il joue pour l'Eclipse de Louisville en 1882, les Browns de Saint-Louis en 1883, les Blue Stockings de Toledo en 1884, tous des clubs de l'Association américaine. 
Il est suspendu pour toute la saison 1885 pour avoir refusé de jouer pour les Browns de Saint-Louis. En 1884, celui qui vient de jouer une saison chez les Browns de l'Association américaine tente de rejoindre les Maroons de Saint-Louis de l'Union Association, une ligue majeure nouvellement créée. Mais en vertu de la clause de réserve, Mullane appartient aux Browns. Menacé d'être banni du baseball, Mullane accepte à contrecœur de rester avec les Browns, mais ceux-ci ont tôt fait de vendre son contrat aux Blue Stockings de Toledo. Lorsque les Blue Stockings cessent leurs activités après une seule saison dans les majeures, les Browns de Saint-Louis tentent de le rapatrier comme c'est leur droit, mais Mullane a déjà profité de l'occasion pour signer un contrat avec les Red Stockings de Cincinnati.
Banni pour un an, Mullane évolue pour les Red Stockings (appelés simplement Reds à partir de 1890) de 1886 à 1893. L'équipe fait partie de l'Association américaine jusqu'en 1889 avant de se joindre à la Ligue nationale l'année suivante. Cette année hors du baseball survient alors que Mullane est sur une séquence de 5 saisons consécutives d'au moins 30 victoires. Cette année manquée l'empêche vraisemblablement d'atteindre les 300 victoires en carrière, généralement un total qui assure à un lanceur l'entrée au Temple de la renommée du baseball. Le total de 284 victoires de Mullane est le 4e plus élevé de l'histoire pour un lanceur ne faisant pas partie du Temple de la renommée, après Roger Clemens (354 victoires), Bobby Mathews (297) et Tommy John (288). Mullane occupe en 2015 le 29e rang de l'histoire pour les victoires.
En 1892, outré par des réductions de salaire orchestrées par les propriétaires de clubs de la Ligue nationale (jusqu'à 50 pour cent dans certains cas), que les joueurs étaient obligés d'accepter sous la menace d'être simplement licenciés, Mullane fait la grève pour la deuxième moitié de la saison des Reds lorsqu'il apprend que sa rémunération annuelle passera de 4 200 à 3 500 dollars. Les Reds ne le libèrent pas de son contrat et ajoutent à l'injure en lui offrant 2 100 dollars pour la saison 1893.
En 1893, plusieurs changements sont apportés aux règles du baseball. La distance entre le monticule du lanceur et le marbre est notamment augmentée de 5 pieds (1,52 mètre). Ce changement semble avoir été largement responsable de la direction contraire opérée par la carrière de Mullane par la suite. Après avoir livré de mauvaises performances pour Cincinnati en début de saison, il est transféré aux Orioles de Baltimore, où il complète une année médiocre. Le 18 juin 1894, Mullane établit le triste record des majeures pour le plus grand nombre de points accordés par un lanceur en une seule manche : 16, marqués à ses dépens dès la première manche par les Beaneaters de Boston dans une victoire de ces derniers, 24 à 7. Inefficace en 1894, il est transféré en fin d'année aux Spiders de Cleveland, avec qui il dispute ses 7 derniers matchs en carrière.
Le 18 juillet 1882, Tony Mullane entre dans l'histoire du baseball en devenant le premier lanceur ambidextre, et l'un des 5 ou 6 vus dans les Ligues majeures en plus de 130 ans. Mullane, droitier, s'était enseigné à lancer de la main gauche quelques années plus tôt, après s'être blessé au bras droit. En 4e manche d'un match où son club, l'Eclipse, tire de l'arrière 7-1 contre la médiocre équipe de Baltimore, Mullane décide par dépit de lancer de l'autre bras. L'Eclipe perd quand même le match, 9 à 8.
Mullane lance des deux mains dans deux autres matchs, plus tard dans sa carrière : il le fait pour Cincinnati le 5 juillet 1892 contre les Phillies de Philadelphie, et enfin le 14 juillet 1893 pour Baltimore contre les Colts de Chicago. Habile tant de la droite que de la gauche, il était réputé pour surprendre et retirer les coureurs qui s'éloignaient trop du premier but en décochant un rapide lancer d'un bras ou de l'autre.
Le 11 septembre 1882, Tony Mullane lance pour l'Eclipse de Louisville le premier match sans point ni coup sûr de l'Association américaine dans une victoire de 2-0 sur sa future équipe, les Red Stockings de Cincinnati.
Sa moyenne de points mérités ne s'élève qu'à 2,84 en 1888 pour Cincinnati. Après avoir présenté une moyenne de 2,99 en 1889, il fait encore mieux en 1890 : sa moyenne de points mérités de 2,24 est alors la 3e meilleure de la Ligue nationale et 60 pour cent moins élevée que la moyenne de la ligue.
Ses 250 retraits sur des prises au cours de la saison 1886 représentent le record de la franchise de Cincinnati jusqu'à ce que Jim Maloney en réussisse 265 en 1963. Ses 163 matchs remportés pour les Red Stockings sont aussi à l'époque un record du club, qui sera battu en 1930 par Eppa Rixey, qui gagnera au total 266 parties pour Cincinnati.
Tony Mullane joue 555 matchs en 13 ans dans le baseball majeur. De ses 504 parties jouées comme lanceur partant, 468 sont des matchs complets et 30 des blanchissages. Ses 264 matchs complets (en 285 départs) demeurent un record de la franchise de Cincinnati.
Il connaît 5 saisons de suite de 30 victoires ou plus, avec des fiches victoires-défaites de 30-24 en 1882 pour Louisville, 35-15 en 1883 pour Saint-Louis, 36-26 en 1884 pour Toledo, 33-27 en 1886 et 31-17 en 1887 pour Cincinnati. Il ne mène jamais cependant sa ligue à ce chapitre. Sa moyenne de points mérités en carrière se chiffre à 3,05 en 4 531 manches et un tiers lancées et il compte 1 803 retraits sur des prises. 
Il réalise 15 sauvetages comme lanceur de relève : un seul en 1883 et en 1888 est suffisant pour mener les artilleurs de l'Association américaine, et il est premier dans les majeures avec 5, 2 et 4 sauvetages en 1889, 1893 et 1894, respectivement. Son ratio victoires-défaites de ,700 est le meilleur des majeures en 1883. Il mène l'Association américaine en 1884 avec 7 blanchissages, puis est premier de tous les lanceurs des majeures en 1887 avec 6 jeux blancs.

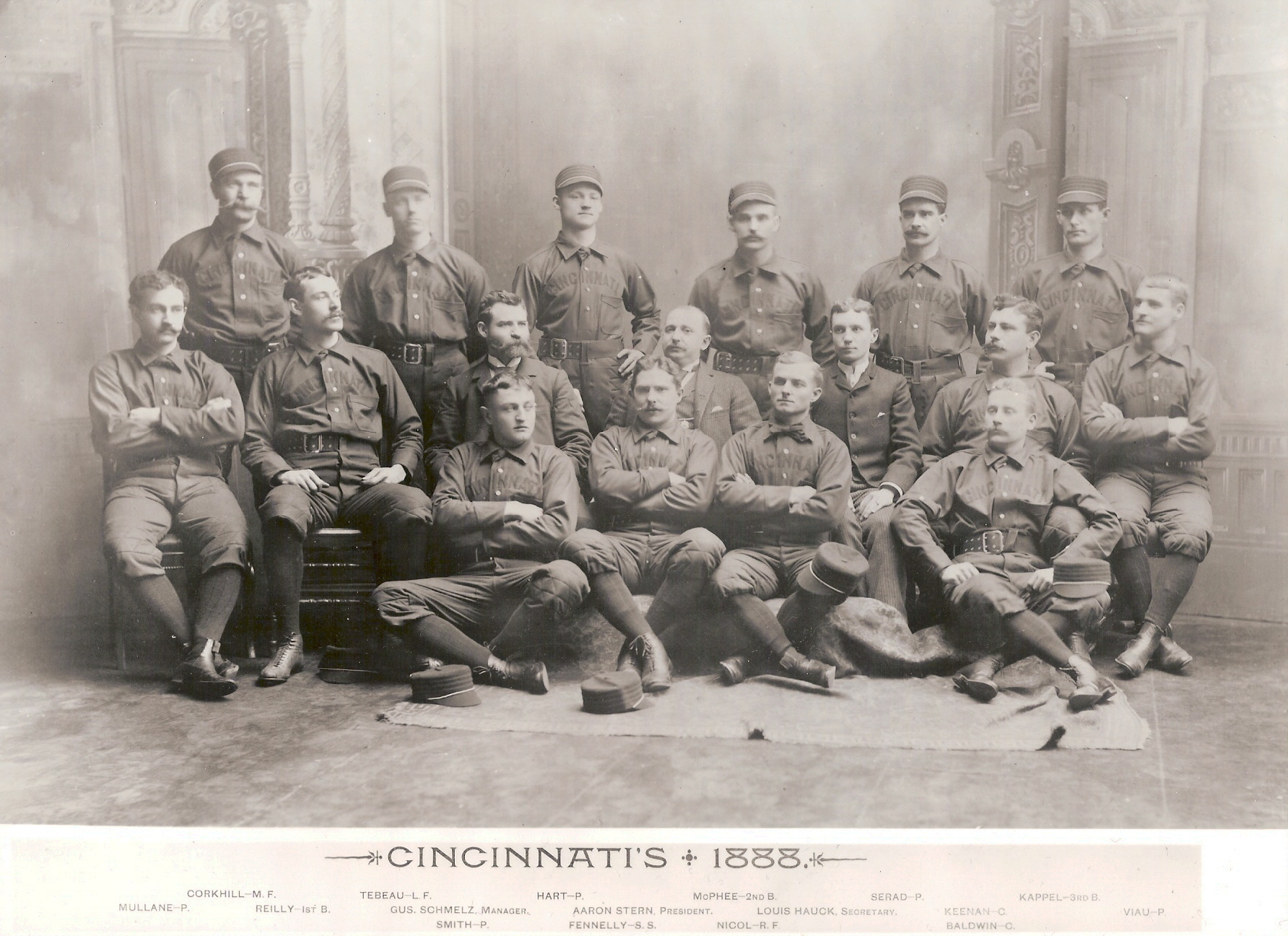
Les Red Stockings de Cincinnati en 1888. Tony Mullane est le joueur le plus à gauche sur cette photo.

Tony Mullane détient le record peu enviable du plus grand nombre de mauvais lancers dans l'histoire du baseball : il en commet 343 en carrière. Ses 63 mauvais lancers en 1884 constituent pour quelques années le record des majeures pour une seule saison, et est aujourd'hui le second plus haut total en une année après les 83 de Mark Baldwin en 1889. Mullane mène aussi les majeures pour les mauvais lancers en 1893, avec 29.
Il a aussi joué 154 matchs en carrière au poste de voltigeur, et fait quelques présences en défensive au troisième but ou au premier but. À l'attaque, sa moyenne au bâton s'élève en carrière à ,243 avec 661 coups sûrs, 8 circuits et 223 points produits.
Son apparence et sa popularité auprès de la gent féminine lui valent durant sa carrière de joueur le surnom The Apollo of the Box (en référence à the pitcher's box, ou « boîte du lanceur », qui était la zone où se plaçait le lanceur avant l'avènement du monticule). Les Reds tirèrent profit de cette popularité en organisant des « journées des dames » où différentes promotions étaient proposées aux femmes lors des matchs où Tony Mullane était le lanceur. 
Après sa carrière sportive, Tony Mullane joint le service de police de Chicago de 1903 à 1924, s'élevant au rang de détective. Il meurt à l'âge de 85 ans, à Chicago, le 25 avril 1944.
Les Reds de Cincinnati l'honorent de manière posthume en l'intronisant à leur Temple de la renommée (Cincinnati Reds Hall of Fame) en 2010.